# Nazionale maschile di pallacanestro del Nicaragua
La nazionale di pallacanestro del Nicaragua è la rappresentativa cestistica del Nicaragua ed è posta sotto l'egida della Federazione cestistica del Nicaragua.

## Piazzamenti

### Campionati centramericani
- 2012 - 10°
- 2016 - 8°

## Formazioni

### Campionati centramericani
Campionato centramericano maschile di pallacanestro 20124 Thomas, 5 Watson, 6 González, 7 Solis, 8 Makence, 9 Muñoz, 10 Sloan, 11 Makensy, 12 Morales, 13 Ponce, 14 Taylor, 15 López,        All. Ángel Mallona
Campionato centramericano maschile di pallacanestro 20164 Thomas, 6 Camacho, 7 Abea, 8 Saravia, 10 Amaya, 11 Tenorio, 12 Muñoz, 15 Cruz, 22 Moody, 23 López, 35 Campbell, 77 Ponce,        All. Ángel Mallona